# Jižní sámština
Jižní sámština (Åarjelsaemien gïele) je sámský jazyk z ugrofinské větve uralské jazykové rodiny. Mluví jím zhruba 300 lidí ve Švédsku v provinciích Dalarna, Härjedalen, Jämtland a na jihu Laponska a dalších 300 lidí v Norsku v krajích Nordland, Østerdalen a Trøndelag. Ve Švédsku je uznán jako minoritní jazyk a v norské obci Snåsa i jako úřední jazyk.
Jižní sámština je jediná ze sámských jazyků, ve které se nevyskytuje souhláskové stupňování.

## Abeceda a pravopis
Abeceda je tvořena 24 písmeny:
| Velká písmena |   |   |   |   |   |   |   |   |   |   |   |   |   |   |   |   |   |   |   |   |   |   |   |
| A             | B | D | E | F | G | H | I | J | K | L | M | N | O | P | R | S | T | U | V | Y | Æ | Ø | Å |
| Malá písmena  |   |   |   |   |   |   |   |   |   |   |   |   |   |   |   |   |   |   |   |   |   |   |   |
| a             | b | d | e | f | g | h | i | j | k | l | m | n | o | p | r | s | t | u | v | y | æ | ø | å |

Kromě těchto písmen se v cizích slovech používají i písmena c, ï, q, w, x, z, ä a ö.

## Příklady

### Číslovky
| Jižní sámština | Česky |
| akte           | jeden |
| göökte         | dva   |
| golme          | tři   |
| nieljie        | čtyři |
| vïjhte         | pět   |
| govhte         | šest  |
| tjïhtie        | sedm  |
| gaektsie       | osm   |
| uktsie         | devět |
| luhkie         | deset |